# Eldfell
De Eldfell (IJslands voor Vuurberg) is een vulkaan van ongeveer 200 meter hoog op het IJslandse eiland Heimaey, onderdeel van de Vestmannaeyjar. De Eldfell werd gevormd door een vulkanische eruptie net buiten het stadje Heimaey op 23 januari 1973.

## Het begin
Nadat de vorige dagen al enkele lichte aardschokken waren geregistreerd, ontdekte men op 23 januari een scheur in de aardkorst die al snel groter werd en uiteindelijk het gehele eiland doorsneed. Een spectaculaire lavafontein spoot uit de totale lengte van de scheur, die op het hoogtepunt ongeveer 3 kilometer lang was, maar al snel beperkte de vulkanische activiteit zich tot één plaats, iets minder dan een kilometer afstand van de oude vulkaan Helgafell. De uitbarsting duurde enkele dagen en vormde een nieuwe vulkaan die de naam Eldfell kreeg.

## Evacuatie
Al vanaf het begin van de eruptie werd besloten dat alle inwoners van Heimaey geëvacueerd moesten worden. Dit was nodig omdat de lava al langzaam de oostkant van het stadje binnen stroomde en het hele eiland werd bedreigd door neervallende hete as. De meeste inwoners werden per boot geëvacueerd. Dankzij het slechte weer van de vorige dag was de vissersvloot niet uitgevaren, zodat een maximaal aantal schepen beschikbaar was voor de evacuatie. De eerste boten vertrokken een halfuur na het begin van de eruptie naar Þorlákshöfn. Personen die niet in staat waren per boot te reizen, zieken en ouderen, werden per vliegtuig geëvacueerd.
Dankzij de snelle evacuatie viel slechts één dode te betreuren: een alcoholist die zich met een hoeveelheid drank in een kelder had verschanst. De materiële schade was echter groot: 400 woonhuizen gingen verloren.

## Na de uitbarsting

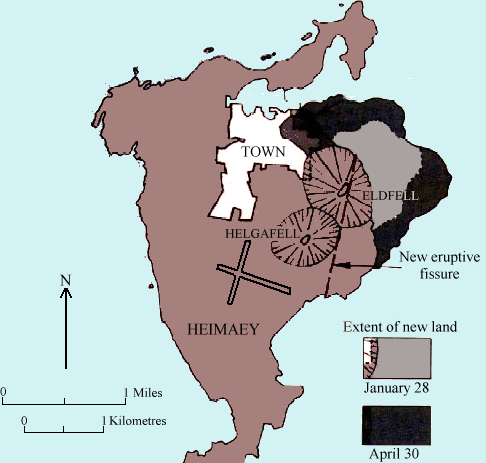
Heimaey na de uitbarsting van de Eldfell

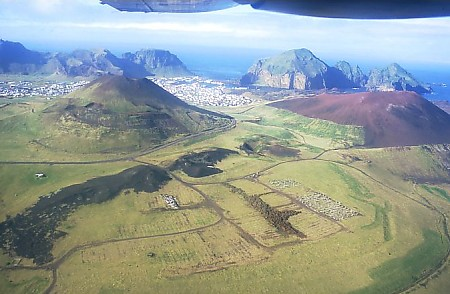
De Eldfell (rechts) en Helgafell (links)

Na de eerste dagen nam de kracht van de uitbarsting snel af. Men slaagde erin de lavastroom af te remmen door deze met zeewater af te koelen. Pas begin juli was de uitbarsting volledig afgelopen. Het eiland werd ongeveer 2,5 km² (20%) groter, door nieuw land gevormd door de afgekoelde lava.
Nadien begon men te experimenteren met alternatieve verwarmingsystemen. In 1974 werd het eerste huis aangesloten; later volgden vele andere huizen en het plaatselijke ziekenhuis. De uitgestoten tefra werd gebruikt om de start- en landingsbanen van de kleine luchthaven te verlengen. Midden 1974 was ongeveer de helft van de 5000 inwoners teruggekeerd naar het eiland en midden 1975 was al ongeveer 80% teruggekeerd. De visindustrie hervond zijn vroegere vorm en tegenwoordig wordt Heymaey weer als belangrijkste viscentrum van het land beschouwd. Het inwonertal is gestabiliseerd op 4400.
Tegen het einde van de uitbarsting was de Eldfell ongeveer 220 meter hoog. Sindsdien nam de hoogte door erosie met 18 a 20 meter af. De lokale autoriteiten hebben gras laten aanplanten rond de lager gelegen delen van de berg, die voor de rest kaal zijn, om verdere erosie tegen te gaan en er wordt verwacht dat uiteindelijk het grootste deel van de vulkaan met gras zal begroeid zijn.
Op de plek van de uitbarsting - genoemd "Het Pompeï van het Noorden" - zijn opgravingen begonnen. Men streeft ernaar een deel van de bedolven huizen bloot te leggen en een tentoonstellingsruimte te creëren waar de gevolgen van de eruptie kunnen worden getoond.